# Moskowite Corner
Moskowite Corner es un lugar designado por el censo ubicado en el condado de Napa en el estado estadounidense de California. En el año 2010 tenía una población de 211 habitantes.

## Geografía
Moskowite Corner se encuentra ubicado en las coordenadas 38°26′47″N 121°11′48″O / 38.44639, -121.19667.